# قاضی کوثر
قاضی ملا محمد کریم معروف به قاضی گه‌وره و متخلص به کوثر (۱۸۴۶ در سقز - ۱۹۱۰ در سقز) شاعر و روحانی اهل سنت کُرد اهل ایران، از شخصیت‌های سیاسی دورۀ سلطنت ناصرالدین شاه قاجار و از طرفداران مشروطه در ایران بوده‌است.

## زندگی
قاضی ملا محمد کریم در سال ۱۸۴۶ (۱۲۶۳ هجری قمری) در سقز به دنیا آمد. او تحصیلات خود را در شهرهای سقز، بوکان و بانه نزد علمای دینی وقت همچون ملا محمد، ملا عبدالاسلام، ملا محمدشریف و ملا محمد عبدالله پیره باب و ملا علی ترجانی‌زاده گذراند و پس از اتمام تحصیل به شغل قضاوت و تدریس مشغول گشت. او پس از مدتی به شیخ‌الاسلام ملقب شد.
عمر فاروقی در کتاب نظری به تاریخ و فرهنگ سقز کردستان او را یکی از رهبران مردم سقز در دوران مشروطیت معرفی کرده که در زمان ناصرالدین‌شاه مشکلات و مسائل مردم را به دربار گزارش می‌کرده و در زمان مظفرالدین‌شاه نیز اعتراضات مردم را علیه استبداد قاجار رهبری می‌کرده‌است.
بابا مردوخ روحانی وی را از مریدان شیخ و طریقه نقشبندیه معرفی کرده و در خصوص طبع شعری وی نوشته‌است: 
«در قالب غزل و قصیده اشعار بی شماری سروده‌است که بخشی از آن مناجات و الهی نامه می‌باشد.»
قاضی ملا محمد کریم در سال ۱۹۱۰ (۱۳۲۸ قمری) در سن ۶۵ سالگی در سقز درگذشت.

## آثار
قاضی کوثر به دو زبان فارسی و عربی اشعاری از خود به جای گذاشته‌است. تخلص وی در شعر کوثر بود. وی همچنین در خوشنویسی نیز تبحر داشته‌است. مجموعه‌ای از اشعار و نامه های قاضی کوثر توسط محمدکریم شیخ‌الاسلامی، بهروز شیخ‌الاسلامی و گلاویژ شیخ‌الاسلامی گردآوری شده‌است که در سال ۱۳۹۵ به چاپ رسید و در سقز رونمایی شد. این کتاب با مشخصات زیر به چاپ رسیده‌است.
- قاضی کوثر، گوهری در خزف: مجموعه اشعار و نامه‌های قاضی محمدکریم شیخ‌الاسلامی (سقز)، پژوهش و گردآوری از محمدکریم شیخ‌الاسلامی، بهروز شیخ‌الاسلامی، گلاویژ شیخ‌الاسلامی، آرمان نگار، ۱۳۹۵.

## یادبود
یک مدرسۀ دولتی دخترانۀ مقطع متوسطۀ اول در شهر سقز در یادبود وی به نام مدرسۀ قاضی کوثر نام‌گذاری شده‌است.